# Gwen Griffiths
Pour les articles homonymes, voir Griffiths.
Gwendolien Griffiths  dite Gwen Griffiths (née le 30 août 1967 à Durban) est une coureuse de demi-fond sud-africaine.

## Carrière
Gwen Griffiths remporte aux Championnats d'Afrique de 1992 deux médailles d'argent, sur 1 500 mètres et 3 000 mètres. Aux Championnats d'Afrique de 1993, elle obtient la médaille d'or sur 3 000 mètres et la médaille d'argent sur 1 500 mètres. Aux Jeux du Commonwealth de 1994, elle obtient la médaille de bronze du 1 500 mètres. En 1996, elle participe aux Jeux olympiques d'Atlanta ; elle  termine neuvième de la finale du 1 500 mètres. 